# دهستان خرم‌دشت (کوهبنان)
دهستان خرم‌دشت، یکی از دهستان‌های بخش مرکزی شهرستان کوهبنان در استان کرمان ایران است. مرکز این دهستان، روستای ده علی است.این دهستان شمالی ترین نقطه استان کرمان است. 

## جمعیت
بر پایه سرشماری عمومی نفوس و مسکن در سال ۱۳۹۵، جمعیت دهستان خرم‌دشت برابر با ۲٬۱۴۱ نفر بوده‌است.